# Cerapteryx rufa
Cerapteryx rufa är en fjärilsart som beskrevs av Tutt 1891. Cerapteryx rufa ingår i släktet Cerapteryx och familjen nattflyn. Inga underarter finns listade i Catalogue of Life.